# تپه چال سیلاخور
تپه چال سیلاخور مربوط به دوره آل بویه - اوایل دوره سلجوقیان است و در شهرستان دورود، بخش سیلاخور، دهستان چالانچولان، ۲ کیلومتری شمال شرقی روستای زرگران علیا واقع شده و این اثر در تاریخ ۲۳ بهمن ۱۳۸۵ با شمارهٔ ثبت ۱۷۱۹۲ به‌عنوان یکی از آثار ملی ایران به ثبت رسیده است.